# 圣迭戈号两栖船坞运输舰
圣迭戈号两栖船坞运输舰（USS San Diego LPD-22）是圣安东尼奥级两栖船坞运输舰系列的第6艘，也是以加利福尼亚州圣迭戈命名的第4艘美国海军舰艇。 
關於其他同名艦艇請參閱聖地牙哥號。

## 外部連結
- . LPD 22 Commissioning Board.   [2012-08-11]. （原始内容存档于2009-02-19）.
- . U.S. Navy.   [19 May 2012]. （原始内容 (official website)存档于2012年4月2日）.